# Mostra internazionale dei cartoonists
La Mostra internazionale dei cartoonists è nata nel 1972 ed è una delle più antiche manifestazioni fumettistiche in Italia. Concepita per divulgare e valorizzare il lavoro dei fumettisti, fu la prima rassegna ad esporre le tavole originali degli autori. È una delle poche iniziative dedicate ai comics a essere fondata, e in seguito sempre gestita, da autori professionisti del settore, a partire da Carlo Chendi fumettista e sceneggiatore italiano Disney, e dal suo entourage, tra cui ricordiamo i fumettisti Luciano Bottaro e Giorgio Rebuffi, tutti membri dello studio Bierreci.
La mostra è uno dei più celebri eventi culturali a svolgersi annualmente in terra ligure, con sede nel pittoresco antico castello sul mare, a Rapallo, ed è anche conosciuta con il nome di “Rapalloonia!”, che è l'associazione culturale che la organizza.

## Rapalloonia!

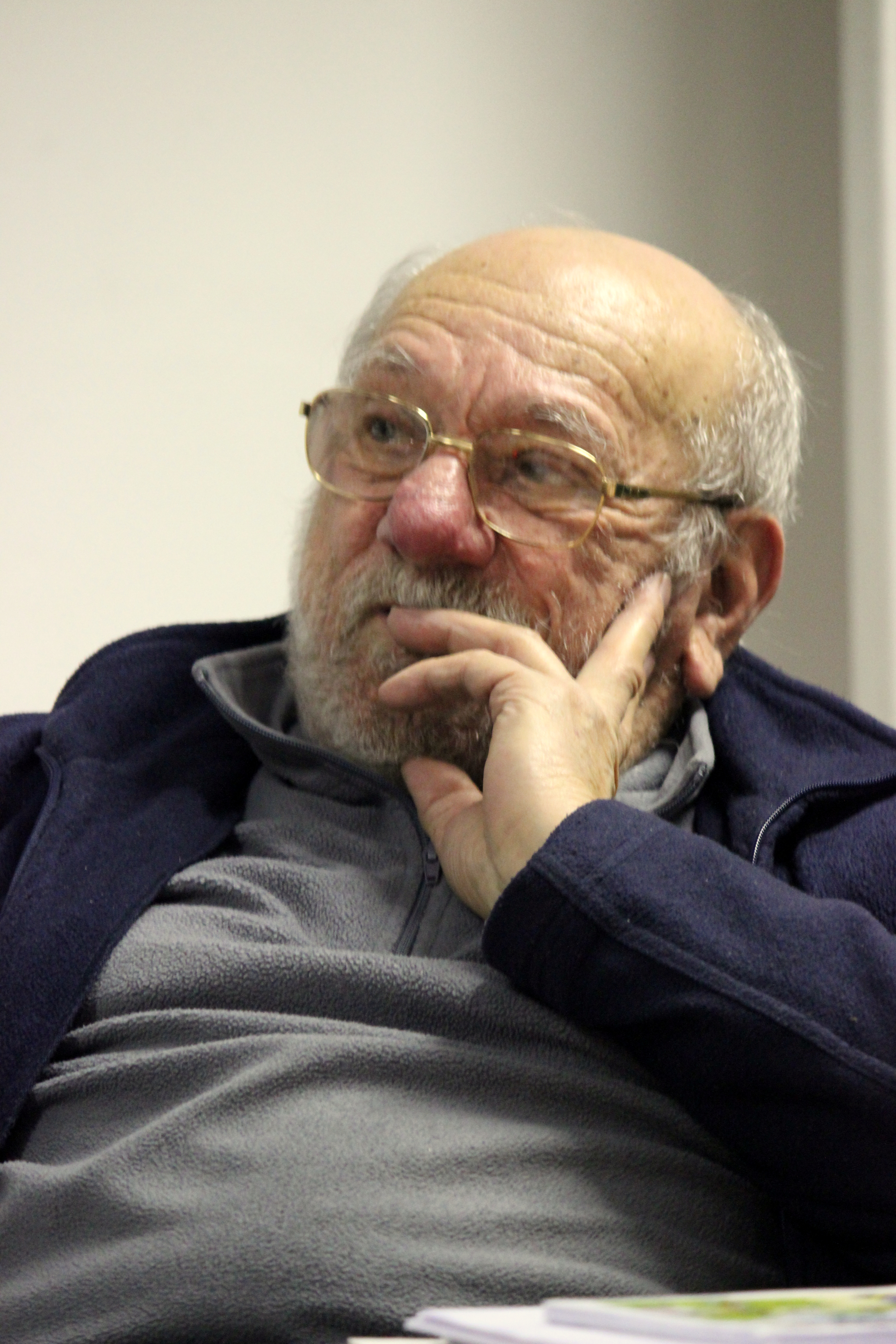
Carlo Chendi, tra i fondatori della mostra

“Rapalloonia!” è un'associazione culturale, nata nel 2006, che persegue la promozione del fumetto, del cinema d'animazione e dei mondi a essi adiacenti, in ogni possibile declinazione, mediante canali d'informazione e cultura. La principale attività dell'associazione è proprio l'organizzazione dell'annuale Mostra Internazionale dei Cartoonsits di Rapallo.
Il nome e lo stemma originario di Rapalloonia sono stati ideatidal Musicattore Luigi Maio.
 Dopo l'edizione del 2013, dedicata allo storico amico della manifestazione Enrico Macchiavello (illustratore, tra le altre cose, per i celebri spot della birra Ceres), Chendi passa il testimone, e si dimette dalla Presidenza dell'associazione (rimarrà Presidente Onorario): a partire dal 2014, il nuovo Presidente è il giovane Davide G.G. Caci (già tra i soci fondatori dell'associazione), professionista del settore con esperienza come traduttore, editor e sceneggiatore. Oltre ad occuparsi della mostra, suo fiore all'occhiello, l'associazione lavora con importanti partner per promuovere il fumetto come forma espressiva e mezzo di comunicazione. Tra gli storici partner di Rapallonia!, vi sono: Comune di Rapallo, Regione Liguria, Provincia di Genova e UNICEF.
Al di là delle istituzioni, Rapalloonia! porta avanti da sempre un rapporto molto stretto con il celebre ristorante U Giancu, che ogni anno offre la tradizionale “cena dei Cartoonists”, culmine della manifestazione.

## Storia della mostra
L'organizzazione della mostra era dedicata inizialmente solo a due principali categorie: ai fumettisti, ai quali venne affidato il termine inglese cartoonists e a quelli che consumavano i fumetti da lettori e non semplicemente da fan. Lo scopo dell'iniziativa era mostrare ai lettori come nasceva una pagina a fumetti, com'era il disegno tutto realizzato a mano, che poi, fotografato e rimpicciolito, veniva stampato sulle pagine dei giornalini. Così si iniziò esponendo, le pagine originali di un nutrito numero di fumettisti di varie nazioni: otto, per la precisione. Era una mostra generalista, idem per la seconda edizione: pezzi rari ma senza un tema preciso.
Invece per la terza, sempre esponendo disegni originali, venne scelto un argomento: era il momento della rivoluzione femminista, così venne dedicata alle donne nel fumetto, sia come eroine protagoniste di storie che come autrici. Un successo enorme, per numero di visitatori e per l'interesse mostrato dai mass media: servizi nei telegiornali Rai e articoli sulla stampa nazionale e internazionale; addirittura arrivarono, inviate speciali, Oriana Fallaci e Natalia Aspesi, che dedicarono corposi articoli sui loro quotidiani.
Negli anni seguenti si è continuato sulla stessa strada, con mostre a tema. Una dedicata al Corriere dei Piccoli, due a case editrici (Edizioni Alpe e Edizioni Bianconi), due a Cristoforo Colombo nei fumetti; tre alle Scuole di fumetto: La Scuola del Connecticut (Mort Walker, Dik Browne e molti altri), a quelle italiane e alle Strisce di Terra e Strisce di Mare, praticamente gli autori liguri che pubblicano le loro storie in tutto il mondo. E ancora: una agli eroi a fumetti del West, una alla Satira; una all'argomento Natale a fumetti, fatta a Milano e Rapallo, collegata a una raccolta fondi per la Fondazione «Francesca Rava N.P.H.» ONLUS che aiuta i bambini di Haiti e dei paesi poveri dei Caraibi. Poi ben cinque dedicate a personaggi famosi: Martin Mystère, Ken Parker, Paperinik, Julia Kendall e Dylan Dog. Due al tema mare: Nuvole d'acqua salata e Mare a strisce; una a Magie e Incantesimi e alle W.I.T.C.H., una alla musica con Note a Fumetti. E ben sei a singoli autori: Luciano Bottaro, Ivo Milazzo, Silver (Guido Silvestri), Ro Marcenaro, Carl Barks. E per la prima volta, a Idee e Creatività, praticamente a quattro sceneggiatori, per dimostrare che, senza un'idea, senza una storia, senza una sceneggiatura, non potrebbero esistere racconti a fumetti. I quattro: Tiziano Sclavi, Giancarlo Berardi, Carlo Chendi, italiani; e François Corteggiani, francese.
Per ogni mostra l'organizzazione ha editato libri (da 70 a 120 pagine) di grande formato, a colori e in bianco e nero, che sono insieme cataloghi e pubblicazioni monografiche sui temi trattati nelle varie esposizioni. Inoltre la Mostra dei cartoonists non è rimasta solo a Rapallo o Santa Margherita Ligure: nel corso degli anni ha viaggiato, ha collaborato ad altre manifestazioni fumettistiche o è stata ospitata in altre località. Per due volte ha traslocato al Salone internazionale dei comics di Lucca; a Torino ha addirittura organizzato una grande mostra, Strisce d'Africa, dedicata alle storie a fumetti europee e americane ambientate in Africa e a quelle realizzate da autori autoctoni, e poi a Venezia ha collaborato a Venezia nel fumetto.

### Le edizioni
Tanti i temi di cui si è occupata la mostra in questi 40 anni: dalle scuole di fumetto a singoli autori, dagli autori liguri pubblicati nel mondo ai personaggi famosi, e molti altri ancora. Di seguito sono menzionate alcune delle edizioni più apprezzate e ricordate da giornali e siti web.
La trentatreesima edizione, del 2005 è stata dedicata al genio di Carl Barks.
Come sempre erano presenti vari ospiti di caratura internazionale, tra i quali il Carl Barks' Fan Club e Don Rosa, l'erede naturale del maestro.
La trentaquattresima edizione della Mostra si è tenuta nel novembre 2006, e ha avuto come tema "Scuole di Fumetto", con la partecipazione delle principali scuole ed accademie italiane e straniere del fumetto.
La trentottesima edizione, dal 25 settembre al 10 ottobre del 2010 è stata dedicata invece alle donne, attraverso la storia dell'eroina criminologa dell'autore Giancarlo Berardi, padre del celebre Ken Parker: si tratta di Julia Kendall, che tanto ricorda esteticamente Audrey Hepburn. In questa edizione si parla dell'avventura editoriale di una criminologa di nome Julia, giovane donna che lavora e vive a Garden City, un'immaginaria metropoli americana; la sua professione principale è quella di docente di criminologia alla Hollyhock University, ma si trova spesso a collaborare con la polizia e la procura in caso di indagini che richiedono la sua consulenza. Quest'edizione della mostra ha portato avanti un tema molto importante, e per questo è stato anche organizzato un dibattito sulle donne, preparando inoltre una lezione sullo stalker, una vera e propria kermesse al femminile, nella quale è stato affidato anche per la prima volta il premio Rapalloonia ad una persona esterna al mondo dei fumetti: Alessandra Bucci, vice questore della Polizia di Stato e funzionario responsabile della squadra omicidi della Questura di Genova, proprio per il suo parallelo con il personaggio dei fumetti, Julia.
La trentanovesima edizione, dal 1º ottobre al 16 ottobre del 2011, fu segnata invece da un evento negativo, la scomparsa di Sergio Bonelli poco tempo prima della mostra, editore nel 1986 di Dylan Dog e Tex Willer, creato invece da suo padre Gian Luigi Bonelli; quest'edizione inoltre non fu solo un omaggio a Bonelli, bensì venne ricordato anche il contributo alla letteratura di Sergio Cofferati, ex segretario della Cgil ed oggi europarlamentare. La mostra dedicata ai 25 anni dell’Indagatore dell'incubo, Dylan Dog, venne conclusa con una rassegna stampa in onore di Bonelli ed anche con un suo riconoscimento nella famosa cena nel ristorante U Giancu: per questo l'edizione venne intitolata Buon compleanno Dylan Dog. Personaggio protagonista dell'omonimo fumetto horror, costruito da Tiziano Sclavi, sceneggiatore ufficiale, è ispirato all'attore Rupert Everett e le sue storie si ambientano a Londra, dove vive al numero 7 di Craven Road. Bonelli nei suoi anni di carriera, ereditò Tex dal padre, lanciò Dylan Dog e creò i due personaggi Zagor e Mister No: nel primo ci mette un po' di Tarzan con elementi come il West, la foresta misteriosa, gli indiani, la corsa all'oro e la natura selvaggia, mentre il secondo è un personaggio più vicino al suo carattere, un viaggiatore appassionato e sognatore, uno Yankee che ha detto no alla guerra e al progresso, che si schiera dalla parte dei più deboli, riuscendo sempre a cavarsela ma non sempre a vincere.
La quarantesima edizione, dal 10 al 25 novembre del 2012, è stata una delle più significative; nonostante l'allerta meteo del periodo, la giornata inaugurale della mostra venne svolta sempre nel Teatro Auditorium delle Clarisse, con conduzione speciale sul palco di Rudy Zerbi e Luigi Maio, con la proiezione di un documentario, preparato da Giancarlo Sordi, in memoria di Sergio Bonelli scomparso un anno fa, Come Tex nessuno mai. Ma il bello di quest'edizione non si limita qui, in quell'anno vengono celebrati i 40 anni della mostra con l'esposizione delle tavoli originali e dei più grandi classici mondiali del fumetto che furono esposte nella primissima edizione della mostra; i 20 anni del connubio perfetto tra i fumetti e la cucina del ristoratore Fausto Oneto; i 30 anni del detective dell'impossibile, Martin Mystère, creato da Alfredo Castelli, per risolvere fatti misteriosi e inesplicabili in luoghi misteriosi, contro società segrete, personaggi enigmatici e creature da incubo; ed infine i 60 anni di carriera dello sceneggiatore, fondatore della mostra, Carlo Chendi, con le sue storie di Topolino, Paperino e Pepito.. Non a caso, nella mostra viene reso pubblico un annuncio importante: "la città decide di onorare la memoria di Chendi con una via o piazza a Walt Disney", i fumetti dunque entrano nella toponomastica di Rapallo ed il castello di Rapallo diventa Paperopoli. Per questo, la mostra festeggia questi anni con l'edizione Cartoonist's Celebration. 
Il 30 novembre inoltre, fu un giorno particolare: Chendi prese il ruolo di professore per un giorno, la M.I.C. ed i maestri della scuola chiavarese del fumetto, si accordano per un progetto impegnativo ed interessante: nelle scuole medie del posto, vengono riuniti ragazzi e bambini con alcuni dei disegnatori più conosciuti del tempo, per poter spiegare come nasce una storia a fumetti, dalla sua idea iniziale alla pubblicazione; partecipa ad esempio Egle Bartolini, disegnatrice di Titti e Silvestro: tutto questo per portare avanti una tradizione a Rapallo, dato che è considerata capitale del fumetto..
La quarantaduesima edizione, dal 27 settembre al 19 ottobre del 2014, è stata intitolata Sportoonia, mostra dedicata questa volta allo sport: il tema portante è stato infatti il rapporto tra la nona arte e lo sport, una scelta non casuale, proprio nell'anno in cui Rapallo è città europea dello sport. D'altra parte le attività sportive sono presenti nella finzione a fumetti come dovrebbe esserlo nella vita di ciascun individuo; inoltre per la prima volta della manifestazione, sono state esposte tavole ed illustrazioni Manga, in quanto il fumetto giapponese è quello in cui il tema dello sport è più presente, ad esempio a partire da Holly e Benji e Mila e Shiro.

## Il Premio U Giancu
Caratteristici della manifestazione sono i Premi U Giancu che dal 1993 vengono assegnati ogni anno agli autori, sceneggiatori e disegnatori, all’interno del ristorante U Giancu..